# Wolfram Thiem
Wolfram Thiem (* 12. Juni 1956 in Devese; † 22. Juli 2011 ebenda) war ein deutscher Ruderer, der für die Bundesrepublik Deutschland antrat.
Der 1,94 m große Ruderer vom Hannoverschen Ruder-Club von 1880 war 1974 mit dem Achter Juniorenweltmeister. Bei den Olympischen Spielen in Montreal belegte er 1976 mit dem Achter den vierten Platz. Im Jahr darauf ruderte Thiem bei den Weltmeisterschaften im Vierer mit Steuermann. In der Besetzung Gabriel Konertz, Wolfram Thiem, Frank Schütze, Klaus Meyer und Steuermann Helmut Sassenbach gewann das Boot die Silbermedaille hinter dem Boot aus der DDR. 1978 trat der Vierer in der Besetzung Wolf-Dietrich Oschlies, Thiem, Schütze, Konertz und Sassenbach an und gewann bei den Weltmeisterschaften 1978 erneut die Silbermedaille hinter der DDR. Bei den Weltmeisterschaften 1979 gewannen Andreas Görlich, Schütze, Thiem, Oschlies und Manfred Klein die Bronzemedaille hinter den Booten aus der DDR und der Sowjetunion. Bei den Weltmeisterschaften 1981 belegten Gabriel Konertz, Wolfram Thiem und Manfred Klein den siebten Platz im Zweier mit Steuermann. Nach einem fünften Platz 1982 und einem vierten Platz im Vierer mit Steuermann 1983 verpasste Thiem mit dem sechsten Platz im Vierer mit Steuermann bei den Olympischen Spielen 1984 auch in seinem letzten großen internationalen Rennen eine Medaille.
Thiem gewann insgesamt 18 deutsche Meistertitel: Von 1976 bis 1980 siegte er mit Frank Schütze im Zweier ohne Steuermann.  1982 gewann Thiem mit Heribert Karches und Rudolf Ziegler im Zweier mit Steuermann. Von 1977 bis 1980 sowie 1983 und 1984 siegte er im Vierer mit Steuermann. Und schließlich gewann er von 1976 bis 1980 und 1982 mit dem Achter.
Wolfram Thiem war von 1971 bis 1974 mehrfach Landessieger und einmal Bundessieger im Wettbewerb Jugend trainiert für Olympia.
Thiem war nach seiner aktiven Laufbahn weiter in seinem Verein aktiv und später Vereinsvorsitzender. Seine Tochter Kathrin war ebenfalls im Rudersport erfolgreich.